# Phorcys (dier)
Phorcys is een geslacht van uitgestorven therapsiden, behorend tot de Gorgonopsia. Het dier leefde in het Midden-Perm in zuidelijk Afrika.

## Fossiele vondsten
Fossielen van Phorcys zijn gevonden in de onderste subzone van de Tapinocephalus-faunazone in de Karoo in Zuid-Afrika. Hiermee is Phorcys het oudste taxon uit de Gorgonopsia. De geslachtsnaam verwijst hier ook naar: in de Griekse mythologie was de oergod Phorcys de vader van de Gorgonen. De fossiele vondsten dateren uit het Capitanien.

## Kenmerken
De schedel heeft een geschatte lengte van ongeveer 30 cm en Phorcys was zo groot als een wolf. Dit weerspreekt de eerdere gedachte dat de gorgonopsiërs pas groter werden en een rol als toppredator kregen na het uitsterven van de carnivore dinocephaliërs en grote basale therocephaliërs na het Capitaniaanse extinctie. In bepaalde leefgemeenschappen van het Midden-Perm hadden de gorgonopsiërs waarschijnlijk dus al een rol als toppredator.